# 5-Hydroksyindolo-O-metylotransferaza
5-Hydroksyindolo-O-metylotransferaza – enzym katalizujący ostatni etap szlaku biosyntezy melatoniny z serotoniny. Umożliwia przeprowadzenie reakcji O-metylacji N-acetyloserotoniny powstałej przez N-acetylację 5-hydroksytryptaminy (serotoniny) przez N-acetylotransferaza serotoninową do produktu końcowego – melatoniny.